# پاکور یکم
پاکور یکم (به زبان پارتی: 𐭐𐭊𐭅𐭓؛ از ۶۳ تا ۳۸ پ.م.) یک شاهزاده اشکانی بود. پس از نبرد حران در سال ۵۳ پ.م. اشکانیان تلاش کردند تا مناطق تحت کنترل رومی‌ها در غرب آسیا را به تصرف خود درآورند. در این میان، فرماندهی بخشی از این عملیات‌ها نیز برعهده پاکور بود. اگرچه در ابتدا اشکانیان در این کاراز موفق بودند، اما در نهایت این حمله توسط رومی‌ها دفع شد. پاکور نیز در جریان نبرد جندیرس شکست خورده و کشته شد. مرگ او باعث یک بحران جانشینی شد که در آن پدرش، که به شدت از مرگ پسر مورد علاقه‌اش رنج می‌برد، تاج و تخت را به پسر دیگرش فرهاد چهارم به عنوان وارث جدیدش واگذار کرد.

## اولین تهاجم به سوریه
اولین بار از پاکور در ۵۱ پ. م به عنوان فرمانده سپاه اشکانی در هنگام حمله به استان سوریه روم یاد شده‌است. با این حال، به دلیل سن پایین پاکور، احتمالاً سپاه اشکانی توسط اوساکس فرمانده اشکانی هدایت می‌شده‌است. به گفته دیون کاسیوس، مورخ رومی، سپاه اشکانی انطاکیه را محاصره کرد، اما آن‌ها نتوانستند شهر را تصرف کنند و عقب‌نشینی کردند. در جریان این رویداد، اوساکس طی یک ضد حمله رومی‌ها تحت فرماندهی ژنرال رومی گایوس کاسیوس لونگینوس کشته شد، و این باعث شد که نیروهای اشکانی تحت فرمان پاکور به سرزمین خود بازگردند.

## جنگ داخلی
مدتی بعد، کنسول روم، مارکوس کالپورنیوس بیبولوس، به عنوان فرماندار سوریه منصوب شد و سعی کرد اشکانیان را علیه یکدیگر تحریک کند. او با یک ساتراپ اشکانی که نسبت به پادشاه ارد دوم کینه داشت، دوستی نزدیک داشت. او با کمک ساتراپ شاهزاده جوان پاکور را فریب داده و او را بر ضد پدرش به شورش تحریک کردند و تحت نام پاکور بر علیه ارد لشکرکشی می‌کردند. حتی سکه‌هایی با تصویر پاکور برای مدت کوتاهی ضرب شد. با این حال، پاکور و پدرش با یکدیگر آشتی کردند و ضرب این سکه‌ها متوقف شد. ساتراپ اشکانی که پشت این توطئه بود احتمالاً بعد از این اتفاقات اعدام شد.

## تهاجم به آسیای کوچک
در سال ۴۲ پ. م، کوینتوس لابیوس، شورشی رومی، خدمت به اشکانیان را آغاز کرد. بعداً در سال ۴۰ پ. م، اشکانیان تحت فرماندهی پاکور و لابیوس به سرزمین‌های روم حمله کردند. سپاه اشکانی از فرات عبور کرده و به آپامیا حمله کردند. حمله به آپامیا ناکام ماند اما لابینوس توانست پادگان‌های روم را در اطراف سوریه قانع کرده و آن‌ها را به نیروهای خود پیوند دهد تا به اهداف خود برسند. سپاه مشترک اشکانی - رومی سپس لوسیوس دسیدیوس ساکسا، فرماندار مارک آنتونی، را شکست داد و آپامیا را تصرف کرد. پس از شکست رومی‌ها در آپامیا، اشکانیان سپاه خود را تقسیم کردند. پاکور به جنوب رفته و شام را از سواحل فنیقیه تا فلسطین تصرف کرد. لابینوس به شمال رفت تا به تعقیب ساکسا برود و او را در کیلیکیه شکست داد و کشت. در یهودیه، معاون پاکور برزافره پادشاه هیرکانوس دوم را برکنار کرد و برادرزاده دوم آنتیگون دوم ماتیاس را به جای او به پادشاهی منصوب کرد.
موفقیت‌های اشکانیان طولانی نبود زیرا دیری نپاید که در سال ۳۹ پ. م، یک ضد حمله رومی به فرماندهی پوبلیوس ونتیدیوس باسوس در آسیای کوچک، لابینوس را شکست داد که متعاقباً دستگیر و اعدام شد.

## تهاجم دوم به سوریه
پس از تهاجم به آسیای کوچک اشکانیان حمله دیگری به سوریه در ۳۸ پ. م، به رهبری پاکور انجام دادند. ونتیدوس، برای به دست آوردن وقت، با انتشار اخبار ساختگی به پاکور نشان داد که او باید از رود فرات در قالب معمول خود عبور کند. پاکور به این اطلاعات اعتماد نداشت و تصمیم گرفت از قسمتی از رودخانه که خیلی دورتر از پایین دست آن بود عبور کند. این همان چیزی بود که ونتیدیوس امیدوار بود اتفاق بیفتد و به او فرصت داد تا نیروهای خود را آماده کند. اشکانیان بدون هیچ مقاومتی از سوی رومیان از رودخانه عبور کردند با این تصور که رومی‌ها ضعیف و ناتوان هستند و سپس به سمت شهر گنداروس در سیرستیکا پیش رفتند، چون که رومی‌ها هیچ تلاشی برای جلوگیری از عبور رودخانه نکردند.
هنگامی که اشکانیان به این شهر رسیدند با لژیونهای رومی روبرو شدند. لژیون‌ها به‌صورت منظم در دامنه تپه‌ها ایستاده بودند و برای اشکانیان کمین کرده بودند به اشکانیان حمله کردند، ونتیدیوس به نیروهای خود که از مزیت زمین‌های مرتفع برخوردار بودند، دستور داد که به سواران کماندار که گیر افتاده بودند حمله کنند و از شیب پیشروی کنند. سواران کماندار که مجبور به جنگ از نزدیک بودن از چهار جهت مورد تهاجم لژیونرها قرار گرفتن و به خاطر آن تلفات بسیاری دادند، زیرا آنها برای چنین حالت جنگی ای آمادگی نداشتند. سواره نظام اشکانیان شکست خورد، سرانجام پاکور در این نبرد کشته شده و سپاه روم به پیروزی دست یافت. پدر پاکور یکم، ارد دوم، که غرق در غم و اندوه شده بود، پس از آن بزرگترین پسر خود، فرهاد چهارم را به عنوان جانشین خود برگزید.

## در ادبیات
نویسنده مسلمان ثعالبی گفته‌است که پاکور یکم (به عربی: أفقور شاه Afqūr Shāh) درفش کاویانی را بازیابی کرد و به انتقام تهاجم اسکندر به سرزمین ایران، لشکرکشی‌ها را علیه سرزمین‌های رومی آغاز کرد.